# Anni-Frid Lyngstad
Anni-Frid Synni, Princesa Reuss de Plauen (alemany: Anni-Frid Synni, Prinzessin Reuss von Plauen; nascuda Anni-Frid Synni Lyngstad, noruec: [ɑnːɪfriːd lʏŋstɑ]; suec: [anːɪfriːdlʏŋstɑːd], Ballangen, 15 de novembre de 1945), àmpliament coneguda com a Frida Lyngstad o només Frida (noruec: [friːdɑ]; suec: [Frida]), és una cantant de pop i jazz sueca.

## Vida personal
Nascuda a Noruega d'una mare noruega, Synni Lyngstad, i pare alemany ,Alfred Haase, que era sergent a la Wehrmacht, poc després del final de la Segona Guerra Mundial i de l'ocupació alemanya de Noruega. Haase havia tornat a Alemanya quan la seva unitat va ser evacuada.
A principis de 1947, Anni-Frid, la seva mare Synni i la seva àvia materna, Arntine "Anni" Lyngstad, van abandonar el seu lloc de naixement a Noruega, per por de represàlies contra els que van tenir tractes amb els alemanys durant l'ocupació.
Anni-Frid va ser portada per Anni a Suècia, on es van establir a la regió de Härjedalen. La seva àvia va agafar qualsevol feina disponible mentre vivia allà, mentre que Synni es va quedar a Noruega i va treballar durant un temps al sud del país. Synni es va unir a la seva mare i a la seva filla a Suècia, i les tres es van traslladar a Malmköping (a 72 km d'Estocolm). Synni va morir d'insuficiència renal poc després, als 21 anys, deixant que Anni-Frid fos criada únicament per la seva àvia.
Lyngstad creia que el seu pare, Alfred Haase, havia mort durant la guerra mentre tornava a Alemanya, ja que es va informar que el seu vaixell havia estat enfonsat. No obstant això, el 1977, la revista alemanya per a adolescents Bravo va publicar un pòster i una biografia completa amb detalls dels antecedents de Lyngstad, inclosos els noms de la seva mare i del seu pare. El va veure el germanastre de Lyngstad, Peter Haase, que va anar a trobar el seu pare i li va preguntar si havia estat a Ballangen durant la guerra. Uns mesos més tard, Lyngstad va conèixer Haase a Estocolm per primera vegada.
L'abril del 1964, als 18 anys, es va casar amb Ragnar Fredriksson. Després del seu divorci en 1970, Lyngstad va festejar eventualment amb el membre de la banda ABBA Benny Andersson, cohabitant-hi fins que es van casar oficialment el 1978. La parella es va separar en 1980 i es va divorciar en 1981. En 1992, es va casar amb Heinrich Ruzzo Lyngstad, Príncep de Reuss Plauen, que era un príncep alemany de l'antiga Casa sobirana de Reuss. El príncep va morir de limfoma a l'octubre de 1999. Actualment Lyngstad viu a Zermatt, Suïssa, amb la seva parella britànica, Henry Smith, cinquè vescomte Hambleden, des de l'any 2008.

## Vida professional
Als 13 anys, Lyngstad va obtenir el seu primer treball com a banda de dansa i cantant schlager el 1958, amb l'Orquestra d'Evald Ek. Amb l'Orquestra Evald Eks, Lyngstad, de 13 anys, actuava cada cap de setmana davant d'un públic que ballava..Les cançons que més li agradava cantar eren les clàssiques; "All of Me", "Night and Day" i "Begin the Beguine". Per avançar i desenvolupar-se, també va començar a prendre classes de cant amb el tenor d'òpera Folke Andersson. El 1963, va ser la vocalista del 'Gunnar Sandevarn Trio' abans de formar la seva pròpia banda, Anni-Frid Four. Tots aquests grups contenien el seu marit, Ragnar Fredriksson.
Al principi, Lyngstad es va integrar amb el seu company Benny Andersson, el seu millor amic Björn Ulvaeus i la seva dona, Agnetha Fältskog per formar el grup ABBA. El seu primer projecte junts a l'hivern de 1970-1971 va ser l'acte de cabaret Festfolket, que no va ser un èxit. L'any següent, Lyngstad va fer una gira amb Lasse Berghagen, mentre que els altres tres futurs membres d'ABBA van començar a actuar junts de manera regular. Finalment, es va incorporar de nou al conjunt. Andersson i Ulvaeus estaven ocupats produint altres artistes, però aviat van descobrir les qualitats de les veus de Lyngstad i Fältskog combinades; així, la banda es va formar inicialment com Björn & Benny, Agnetha & Anni-Frid, després rebatejada ABBA.
Disposava d'una àmplia gamma vocal de mezzosoprano, reconegut per Ulvaeus i ella mateixa. Lyngstad va cantar parts en solitari a les següents cançons d'ABBA: "Andante, Andante", "Bumblebee", "Cassandra", "Fernando", "Get On". The Carousel", "Gonna Sing You My Lovesong", "I Am the City", "I Have a Dream", "I Let the Music Speak", "On Top of Old Smokey", "I Still Have Faith in You", "I Wonder (Departure)", "The King Has Lost His Crown", "Knowing Me, Knowing You", "Like an Angel Passing Through My Room", "Lovers (Live a Little Longer)", "Me and Bobby and Bobby's Brother", "Me and I", "Money, Money, Money", "The Name of the Game", "No Doubt about it", "One Man, One Woman, "Our Last Summer", "Posa On Your White Sombrero", "Should I Laugh or Cry", "Super Trouper", "Tropical Loveland", "The Visitors", "The Way Old Friends Do" i "When All Is Said and Done".
La seva carrera com a membre del grup de pop ABBA va assolir fama internacional, venent més de 380 milions d'àlbums i singles a tot el món, i convertint-se en una de les artistes amb música més venuda de la història. Després de la desintegració d'ABBA, va seguir una carrera internacional com a solista amb un èxit desigual. El 1996, Frida va gravar el seu últim àlbum abans de "retirar-se" de la música.
Es reconeguda també per les seves tasques en defensa de la protecció del medi ambient.